# 雅茅斯 (緬因州)
雅茅斯（英語：Yarmouth）是一個位於美國緬因州坎伯蘭縣的市鎮。

## 人口
根據2020年美國人口普查的數據，雅茅斯的面積為59.41平方千米，當中陸地面積為34.58平方千米，而水域面積為24.83平方千米。當地共有人口8990人，而人口密度為每平方千米151人。